# Uddevalla valkrets
Uddevalla valkrets var vid riksdagsvalet 1908 till andra kammaren en egen valkrets med ett mandat. Valkretsen avskaffades vid införandet av proportionellt valsystem i valet 1911 och uppgick då i Göteborgs och Bohus läns södra valkrets.

## Riksdagsmän
- Sixten Neiglick, lib s (1909–1911)

## Valresultat

### 1908
| Andrakammarvalet i Sverige 1908: Uddevalla valkrets | Andrakammarvalet i Sverige 1908: Uddevalla valkrets | Andrakammarvalet i Sverige 1908: Uddevalla valkrets | Andrakammarvalet i Sverige 1908: Uddevalla valkrets | Andrakammarvalet i Sverige 1908: Uddevalla valkrets |
| Kandidat                                            | Kandidat                                            | Röster                                              | Röster                                              | Röster                                              |
| Kandidat                                            | Kandidat                                            | Antal                                               | %                                                   | +− %                                                |
| --------------------------------------------------- | --------------------------------------------------- | --------------------------------------------------- | --------------------------------------------------- | --------------------------------------------------- |
|                                                     | Sixten Neiglick                                     | 398                                                 | 72,6                                                |                                                     |
|                                                     | Alban Thorburn (höger)                              | 149                                                 | 27,2                                                |                                                     |
|                                                     | Övriga kandidater                                   | 1                                                   | 0,2                                                 |                                                     |
| Antal giltiga röster                                | Antal giltiga röster                                | 548                                                 |                                                     |                                                     |
| Kasserade röster                                    | Kasserade röster                                    | 0                                                   |                                                     |                                                     |
| Totalt                                              | Totalt                                              | 548                                                 |                                                     |                                                     |

Valet ägde rum den 6 september 1908. Valdeltagandet var 37,3%.